# Liste der Staatsoberhäupter 357
Übersicht
◄◄ | ◄ | 353 | 354 | 355 | 356 | Liste der Staatsoberhäupter 357 | 358 | 359 | 360 | 361 | ► | ►►

Weitere Ereignisse

## Afrika
- Aksumitisches Reich
  - König: Mehadeyis (ca. 355–ca. 385)

- Römisches Reich
  - Provincia Romana Aegyptus
    - Präfekt: Cataphronius (356–357)
    - Präfekt: Parnassius (357–359)

## Amerika
- Maya
  - Tikal
    - König: K’inich Muwaan Jol I. (ca. 317–359)

## Asien
- Armenien
  - König: Archak II. (350–367)

- China
  - Kaiser: Jin Mudi (344–361)
  - Sechzehn Reiche:
    - Frühere Liang: Zhang Xuanjing (355–363)
    - Frühere Yan: Murong Jun (348–360)
    - Frühere Qin: Fu Hong (350–357)
    - Frühere Qin: Fu Jian (357–385)

- Iberien (Kartlien)
  - König: Mirian III. (284–361)

- Indien
  - Gupta-Reich
    - König: Samudragupta (335–375)

  - Kadamba
    - König: Kanga Varman (355–380)

  - Pallava
    - König: Kumaravisnu I. (355–370)

  - Vakataka
    - König: Prithvisena I. (355–380)

- Japan
  - Kaiser: Nintoku (313–399)

- Korea
  - Baekje
    - König: Geunchogo (346–375)

  - Gaya
    - König: Isipum (346–407)

  - Goguryeo
    - König: Goguk-won (331–371)

  - Silla
    - König: Naemul (356–402)

- Sassanidenreich
  - Schah (Großkönig): Schapur II. (309–379)

## Europa
- Römisches Reich
  - Kaiser: Constantius II. (337–361)
    - Konsul: Constantius II. (357)
    - Konsul: Julian (357)